# SpVgg Au/Iller
Die SpVgg Au/Iller ist ein Fußballverein mit den vier angeschlossenen Abteilungen Basketball, Gymnastik, Tischtennis und Tennis aus dem zur Stadt Illertissen in Bayern gehörenden Ort Au.

## Geschichte
Die SpVgg Au/Iller wurde am 27. Oktober 1928 gegründet. Obwohl sie ein bayerischer Verein ist, war die erste Mannschaft im Jahr 1978 als Meister der 2. Amateurliga Gründungsmitglied der neu eingeführten Verbandsliga Württemberg, aus welcher sie insgesamt dreimal wieder absteigen musste. 1979/80 nahm sie am DFB-Pokal teil, scheiterte aber in der 2. Runde beim damaligen Zweitligisten SpVgg Bayreuth, der wiederum in der bereits zuvor ausgelosten 3. Hauptrunde den FC Bayern München aus dem DFB-Pokal warf.
In der Saison 1996/97 stieg sie erneut in die Verbandsliga Württemberg auf und holte sich unter Trainer Walter Modick auf Anhieb die Vizemeisterschaft. Auch im WFV-Pokal stieß man in dieser Saison bis ins Finale vor, in welchem man im Stadion des VfL Kirchheim/Teck jedoch dem Oberligisten SV Bonlanden knapp mit 0:1 unterlag. Torschütze des einzigen Finaltreffers war der spätere Bundesligatrainer von St. Pauli, Alexander Blessin. Im Halbfinale dieses Pokalwettbewerbs setzten sich die Auer zuvor gegen den Zweitliga-Aufsteiger SV Stuttgarter Kickers durch.
Auch in der Aufstiegsrelegation zur Oberliga Baden-Württemberg scheiterte man in diesem Jahr nur knapp an der SG Heidelberg-Kirchheim. Nachdem das Hinspiel in Kirchheim mit 0:3 verloren gegangen war, gewann die SpVgg Au/Iller das Rückspiel zwar mit 3:1 n. Verl., das Gegentor in der Verlängerung verhinderte jedoch (noch) einen Aufstieg der Auer in die Oberliga.
In der Saison 1998/99 gelang es der Sportvereinigung und ihrem Trainer Karl-Heinz Bachthaler dann als Meister der Verbandsliga Württemberg doch, in die damals noch viertklassige  Oberliga Baden-Württemberg aufzusteigen. Damit waren die Auer der erste bayerische Verein, der in Baden-Württembergs höchster Amateurklasse spielte.
Höhepunkt der sportlichen Erfolge war das Jahr 2001, in dem der Verein „Württembergischer Fußballmeister“ wurde. Als Auer Trainer fungierte hierbei Ex-Profi Walter Kubanczyk. Im Jahr 2004 musste der Verein aus der Oberliga absteigen.
Obwohl im Jahr 2007 der seit Jahrzehnten aktive Hauptsponsor der Auer seinen Rückzug ankündigte, gelang dem Verein im Jahr 2008 mit dem 2. Platz in der Verbandsliga der Wiederaufstieg in die Oberliga Baden-Württemberg. Doch die fehlenden Sponsorengelder sollten sich in dieser Spielklasse bemerkbar machen und so stieg die SpVgg Au/Iller im Jahr 2009 als 17. und damit Vorletzter hochverschuldet wieder in die Verbandsliga ab. Nach dem Abstieg verließen sämtliche Spieler der ersten Mannschaft den Verein.
Ziel der Saison 2009/10 war es dann, mit einer kostenlos spielenden Mannschaft den Klassenerhalt in der Verbandsliga zu erreichen. Dieses Ziel erwies sich als illusorisch, wenngleich es die Auer tatsächlich schafften, eine vollkommen kostenfreie Verbandsligamannschaft samt Trainer ins Rennen zu schicken. Im November 2009 wurden dem Verein nicht zuletzt deshalb die bis dahin gewonnenen Punkte aberkannt. Begründet wurde dies dadurch, dass Spielberechtigungen für einige Spieler durch falsche Angaben beim Verband erschlichen worden waren. Konkret wurden die in den Verträgen vereinbarten Bezüge seitens der Spieler als Spende wieder dem Verein zurückerstattet, wodurch der Verband die abgeschlossenen Verträge letztlich als Scheinverträge wertete. Es wurden als Folge darauf nicht nur die Spiele als verloren gewertet, in welchen die betreffenden Spieler zum Einsatz gekommen waren, darüber hinaus wurden dem Verein auch weitere vier Zähler abgezogen.
Da die Mannschaft zudem auch sportlich kaum in der Verbandsliga mithalten konnte, wurde die Saison schließlich mit einem einzigen Punkt und einer Torbilanz von 26:112 als abgeschlagener Tabellenletzter abgeschlossen.
In der Saison 2010/11 trat eine erneut neu formierte Mannschaft in der württembergischen Landesliga an. Um der Insolvenz zu entgehen, zog die Vereinsführung in der Winterpause jedoch das Landesligateam aus dem Spielbetrieb zurück und verfügte seitdem lediglich über eine Mannschaft in der Kreisliga A Donau/Iller. Während der Saison 2021/22 wurde die Mannschaft nach dreimaligem Nichtantritt aus dem Spielbetrieb genommen. In der Saison 2024/25 nahm der Verein erstmals wieder mit einer Herrenmannschaft am aktiven Spielbetrieb teil.

## Erfolge
- Württembergischer Fußballmeister 2002
- Württembergischer Vizemeister 2000
- Meister der Verbandsliga Württemberg 1999
- Vizemeister der Verbandsliga Württemberg 1997, 2008
- Vize-WFV-Pokalsieger 1997
- 2. Runde im DFB-Pokal 1979/80
- Gründungsmitglied der Verbandsliga Württemberg im Jahr 1978

## Bekannte Spieler
- Tamás Bódog (zuvor ungarischer Nationalspieler, später 1. FSV Mainz 05, 1. Bundesliga)
- Miguel „Baba“ Coulibaly (später SSV Ulm 1846, 2. Bundesliga)
- Alexander Dürr (zuvor u. a. SpVgg Greuther Fürth, 2. Bundesliga)
- Manfred Eble (später TSV 1860 München, 1. Bundesliga)
- Markus Gisdol (früher SSV Reutlingen, 2. Bundesliga)
- Bastian Heidecker (später 1. FC Heidenheim, SSV Ulm)
- Frank Kinkel (zuvor SSV Ulm 1846, 1. und 2. Bundesliga, 1. FSV Mainz 05, SV Babelsberg, 2. Bundesliga)
- Joachim Kühn (später Stuttgarter Kickers, 2. Bundesliga)
- Branko Milosević (später Dinamo Zagreb, 1. jugoslawische Liga), Melbourne Knights, Sydney Olympic, Adelaide Olympic, australischer Nationalspieler (10 A-Länderspiele zwischen 1991 und 1994, 1 Länderspieltor → gegen Neuseeland)
- Wolfgang Neipp (zuvor SSV Ulm 1846, 2. Bundesliga)
- Siegfried Schneider (zuvor SpVgg Fürth, 2. Bundesliga)
- Klaus Perfetto (früher VfB Stuttgart, 1. Bundesliga, SSV Ulm 1846)
- Markus Pleuler (früher SSV Ulm 1846, 1. und 2. Bundesliga, Stuttgarter Kickers, 2. Bundesliga, UTA Arad, 1. rumänische Liga, SV Darmstadt 98, 3. Liga)
- Ottmar Scheuch (später VfL Bochum, 1. Bundesliga)
- Udo Schrötter (zuvor SSV Ulm 1846, 2. Bundesliga)
- Oliver Unsöld (später SSV Ulm 1846, 1. und 2. Bundesliga)

## Trainer
- Markus Pleuler (2005–2009)

## Stadion
Die SpVgg Au trägt ihre Heimspiele im 1976 eingeweihten Heinrich-Oßwald-Stadion aus, das nach dem Ehrenvorstand Heinrich Oßwald benannt ist und seit 1995 seinen heutigen Namen trägt.